# La guerre d'Algérie!
La guerre d'Algérie! è un cortometraggio del 2014 diretto da Jean-Marie Straub; venne tratto da un racconto di Jean Sandretto e rappresenta il prologo del successivo film Kommunisten, che venne realizzato lo stesso anno.

## Trama
Un medico racconta del suo incontro con un uomo che lo minacciò di morte in Algeria.

## Produzione
Tratto da un racconto di Jean Sandretto, il corto rappresenta il prologo del successivo Kommunisten, realizzati nello stesso anno, unendosi in un potente dittico sulle schegge del passato. Venne girato il 3 e il 4 ottobre 2014 a Parigi nell'appartamento del regista.